# Mickaël Bourgain
Mickaël Bourgain (Boulogne-sur-Mer, 28 de maig de 1980) és un ciclista francès especialista en pista. Ha aconseguit nombrosos èxits esportius, entre els quals destaquen tres medalles en els Jocs Olímpics, nou medalles en els Campionats del Món de ciclisme en pista i nombroses victòries en la Copa del Món.
Ha estat reconegut amb diferents distincions com el grau d'"Oficial" de l'Orde Nacional del Mèrit.

## Palmarès
- 2003
  -  Campió de França en Quilòmetre
- 2004
  -  Medalla de bronze als Jocs Olímpics d'Atenes en Velocitat per equips (amb Arnaud Tournant i Laurent Gané)
  -  Campió del món velocitat per equips (amb Arnaud Tournant i Laurent Gané)
  -  Campió de França en Keirin
- 2005
  -  Campió de França en Keirin
- 2006
  -  Campió del món velocitat per equips (amb Arnaud Tournant i Grégory Baugé)
- 2007
  -  Campió del món velocitat per equips (amb Arnaud Tournant i Grégory Baugé)
- 2008
  -  Medalla de plata als Jocs Olímpics de Pequín en Velocitat per equips (amb Grégory Baugé, Kévin Sireau i Arnaud Tournant)
  -  Medalla de bronze als Jocs Olímpics de Pequín en Velocitat individual
- 2011
  -  Campió del món velocitat per equips (amb Kévin Sireau i Grégory Baugé)
  -  Campió de França en Keirin

### Resultats a laCopa del Món
- 1999
  - 1r a Cali, en Velocitat
  - 1r a Cali, en Velocitat per equips
- 2000
  - 1r a la Classificació general i a la prova d'Ipoh en Velocitat
  - 1r a Mèxic i Ipoh, en Velocitat per equips
- 2001
  - 1r a Ciutat de Mèxic, en Velocitat per equips
- 2003
  - 1r a Ciutat del Cap, en Velocitat
- 2004
  - 1r a Aguascalientes, en Keirin
  - 1r a Aguascalientes, en Velocitat
  - 1r a Aguascalientes, en Velocitat per equips
- 2004-2005
  - 1r a la Classificació general i a les proves de Los Angeles i Manchester, en Velocitat
- 2005-2006
  - 1r a Los Angeles, en Velocitat per equips
- 2007-2008
  - 1r a Sydney, en Velocitat
- 2008-2009
  - 1r a Pequín, en Velocitat per equips